# 波蘭音像製造商協會
波蘭音像製造商協會（波蘭語：Związek Producentów Audio-Video，簡寫為ZPAV）是波蘭音樂產業協會，也是國際唱片業協會波蘭分部。協會於1991年成立，經波蘭文化和民族遺產部授權，為錄音製品和錄像製品製作人權利領域的版權集體。

## 參加
- 音乐唱片销售认证列表

## 外部連結
- 官方网站